# Karabin STAM-99
Karabin STAM-99 – polski karabin samopowtarzalny produkowany w Radomiu  przeznaczony na rynek cywilny.
Polski prototypowy karabinek kal. 7,62x39 zaprojektowany przez ZM "ŁUCZNIK" w 1999r.